# ناصر كاظمي
ناصر رضا كاظمي (بالأردوية: سید ناصِر رضا كاظمی)‏ هو شاعر هندي، ولد في 8 ديسمبر 1925 في أمبالا، البنجاب (الهند البريطانية). هاجر ناصر من أمبالا بالهند إلى لاهور بباكستان في أغسطس 1947، عمل فيها محرر للمجلتين أدبيتين، وعمل في راديو باكستان، كان يُنظر إليه على أنه شاعر حزين، على الرغم من أن معظم شعره مبني على السعادة والرومانسية والأمل.

## وفاته
توفي ناصر كاظمي في 2 مارس 1972 في لاهور، بسبب سرطان المعدة.